# Langdyssen von Harreby
Die Langdyssen von Harreby liegen etwa 200 m westlich der Straße, südlich des Dorfes Harreby, auf einem Höhenzug östlich von Ribe in Westjütland in Dänemark. Sie wurden in den 1930er Jahren erstmals ausgegraben, aber erst die Grabungen von 1982/1983 und 1990 haben die Anordnung der Langdysser und ihrer Dolmen aufgedeckt. Sie liegen zusammen mit einer Steinkiste und Resten anderer Grabanlagen in einem flachen Feld. 
Dolmen entstanden zwischen 3500 und 2800 v. Chr. als Megalithanlagen der Trichterbecherkultur (TBK). Dies zeigen Artefakte, darunter Scherben von Töpferware am nördlichen Hügel und Keramik und Äxte aus Feuerstein im Süd- und Osthügel.

## Beschreibung
In Harreby befinden sich drei Hünenbetten mit Dolmen. Zwei liegen parallel nebeneinander, das dritte unmittelbar östlich davon. Nur wenige Megalithanlagen sind als parallele Langhügel angeordnet, dazu gehören neben Harreby u. a. Blommeskobbel, Østergårds Mark, Oleskobbel (mit der Besonderheit der gemeinsamen Einfassung in der Mitte), Stengade und das erst kürzlich ausgegrabene Frydenlund I. 
Die Form der Langdolmen von Harreby ist ungewöhnlich, da ihre Konturen trapezoid sind. Wie hoch die etwa 34,0 bzw. 53,0 Meter langen Hügel einst aus dem Gelände ragten, ist aufgrund der Bodennivellierung durch Überpflügen und Erosion schwer zu sagen. Aber sie waren wahrscheinlich weniger als 0,5 m hoch. Alle drei haben eine Kammer nahe dem westlichen (breiteren) Ende. Hügel I hat nur diese eine, Hügel II hat zwei und Hügel III drei weitere Kammern.
In der Nähe wurde 2016 der Goldschatz von Fæsted gefunden.